# Hinrich Hudde
Hinrich Hudde (* 30. August 1944 in Schneidemühl; † 12. Juli 2023 in Erlangen) war ein deutscher Romanist und Literaturwissenschaftler.

## Leben
Hudde studierte von 1966 bis 1970 Romanistik und Germanistik an der Justus-Liebig-Universität Gießen. Er wurde dort 1972 promoviert mit der Arbeit Bernardin de Saint-Pierre: Paul et Virginie. Studien zum Roman und seiner Wirkung (Fink, München 1975). Er habilitierte sich 1977 ebenfalls in Gießen. Sein Lehrer war Ulrich Mölk. 1979 wurde er als Professor an die Freie Universität Berlin berufen. Von 1981 bis 2009 war er Ordinarius für Romanische Literaturwissenschaft an der Friedrich-Alexander-Universität Erlangen-Nürnberg.
Hudde gehörte dem Wissenschaftlichen Beirat der Zeitschrift Italienisch. Zeitschrift für italienische Sprache und Literatur an.

## Schriften (Auswahl)
- Täuschung der Lesererwartung als Protest gegen den Krieg: Rimbauds „Le dormeur du val“ im Unterricht der Sekundarstufe II. In: Die Neueren Sprachen. 72, 1973, S. 358–366.
- Ödipus als Detektiv. Die Urszene als Geheimnis des geschlossenen Raums. Eine psychoanalytische Interpretation des Detektivromans Le Mystère de la chambre jaune von Gaston Leroux. In: Zeitschrift für französische Sprache und Literatur. 86, 1976, S. 1–25.
- Jeanne d'Arc zwischen Voltaire und Schiller. Edition und stoffgeschichtliche Einordnung eines Dramenentwurfs von Louis-Sébastien Mercier. In: Zeitschrift für französische Sprache und Literatur. 91, 1981, S. 193–212.
- «Le jour de boire est arrivé… » Parodies burlesques de La Marseillaise (1792–1799). In: Dix-Huitième Siècle 17, 1985, S. 377–395.
- Contre-Marseillaises. Politische Gegentexte der Revolutionsjahre auf Rouget de Lisles Melodie. In: Zeitschrift für französische Sprache und Literatur. 95, 1985, S. 279–308.
- Conte à dormir debout. Eine Redensart als Bezeichnung für parodistische Märchen des 18. Jahrhunderts. In: Romanische Forschungen. 97, 1985, S. 15–35.
- (mit Gabriela Hofmann La Torre) El destino de los desaparecidos y lo kafkiano. La narración de Cortazar, „Segunda vez“ y su repercusión en lectores alemanes. In: INTI. 22–23, 1986, S. 177–189.
- Schwarzer Faust des Jazz. Julio Cortazars El perseguidor als literarische Replik auf Thomas Manns Doktor Faustus. In: Iberoromania. 26, 1987, S. 67–88.
- L'air et les paroles. L'intertextualité dans les chansons de la Révolution. In: Littérature. 69, 1988, S. 42–57.
- (Hrsg. mit Peter Kuon) De l’utopie à l'uchronie. Formes, significations, fonctions. Actes du colloque d’Erlangen, 16–18 octobre 1986. Narr, Tübingen 1988.
- Zur Geschichte der romanischen Philologie in Erlangen. In: 250 Jahre Friedrich-Alexander-Universität Erlangen-Nürnberg. Festschrift (= Erlanger Forschungen. Sonderreihe 4), Henning Kössler (Hrsg.). Erlangen 1993, S. 546–564.
- Spanische Fabeln – Fabeln Europas. Über eine spanische Spezialität: fábulas literarias. In: Frank Baasner (Hrsg.): Spanische Literatur – Literatur Europas. Wido Hempel zum 65. Geburtstag. Max Niemeyer Verlag, Berlin 1996, S. 351–362.
- (Hrsg. mit Udo Schöning in Verbindung mit Friedrich Wolfzettel) Literatur. Geschichte und Verstehen. Festschrift für Ulrich Mölk zum 60. Geburtstag. Winter, Heidelberg 1997.
- (Übersetzer) Ugo Foscolo: Sonetti. Kommentierte Übersetzung. In: Ginestra. 8, 1998.
- Giuseppe Ungaretti: Finale. In: Manfred Lentzen (Hrsg.): Italienische Lyrik des 20. Jahrhunderts in Einzelinterpretationen. Erich Schmidt, Berlin 2000, S. 88–97.
- Comment la Marseillaise devint femme. In: Mots. Les langages du politique. 70, 2002 (journals.openedition.org).
- Des Meeres und der Sehnsucht Wellen. Ein provenzalisches und ein portugiesisches Frauenlied in gebundener Übersetzung. In: Romanische Forschungen. 115, 2003, S. 66–68.
- (Übersetzer) Christina Rossetti: Leiden können. Englische und italienische Gedichte mit deutscher Übersetzung. Pano, Zürich 2003.
- Das schönste Beispiel geistlicher Dichtung seit den Evangelien. Franz von Assisis Sonnengesang. In: Große Texte des Mittelalters, Erlanger Ringvorlesung 2003. Hrsg. Sonja Glauch. Erlangen 2005, S. 145–162.
- Christina Rossetti deutsch. Praxisorientierte Überlegungen an “Youth gone…” und vor allem Song (“When I am dead…”). In: Zeitschrift für Anglistik und Amerikanistik 53, 2005, S. 161–173 (zaa.uni-tuebingen.de PDF).
- Lyrische Endspiele. Samuel Becketts Mirlitonnades und deren deutsche Übersetzungen. In: Zeitschrift für französische Sprache und Literatur 115, 2005, S. 54–65.
- Reflexionen des Aphoristikers Nicolás Goméz Dávila über Geschichte, Geschichtsschreibung und Ästhetik. In: Kirsten Dickhaut, Stephanie Wodianka (Hrsg.): Geschichte – Erinnerung – Ästhetik. Akten des Festkolloquiums zum 65. Geburtstag von Dietmar Rieger. Narr-Francke (Attempto), Tübingen 2010, S. 97–112.
- Utopie - Eine literarische Gattung. FAU University Press, Erlangen 2024.